# Villa Saulina
Villa Saulina si trova nella frazione delle Quattro Strade, nel comune di Lastra a Signa.

## Storia e descrizione
Il corpo centrale, nonché il principale, della villa fu costruito in puro stile liberty intorno al 1800 sui colli fiorentini per poi essere ristrutturato recentemente.
In seguito furono costruiti dei casali a scopo rurale ed agricolo, per la produzione di olio di oliva e vino. Dagli anni '90 circa è stata adattata per offrire servizio ricettivo a scopo turistico e sono state costruite due meravigliose piscine. I casali mantengono comunque l'impronta rustica Toscana di un tempo.